# NGC 7110
NGC 7110 (również PGC 67199) – galaktyka spiralna z poprzeczką (SBb), znajdująca się w gwiazdozbiorze Ryby Południowej. Odkrył ją John Herschel 23 września 1834 roku.